# Condecoraciones del Partido Nacionalsocialista Obrero Alemán
Las condecoraciones del Partido Nacionalsocialista Obrero Alemán fueron los honores y medallas otorgadas por el Partido nazi (NSDAP) en el Tercer Reich.
La mayoría de las condecoraciones se concedieron a los nazis anteriores a la  "toma del Poder", conocidos como los "Viejos Luchadores". Sin embargo, no se limitaron exclusivamente a este grupo de personas. 
Entre las condecoraciones del partido tenían especial prestigio la Orden teutónica, la Blutorden y la Placa Dorada. Todas las condecoraciones nacionalsocialistas se consideran actualmente en la República Federal de Alemania como propaganda anticonstitucional. Su fabricación, transporte o difusión están prohibidas.

## Condecoraciones

### Por actos de servicio
- Placa Dorada del partido NAZI (1933)
- Parteiabzeichen del partido NAZI para Extranjeros
- Wehrwirtschaftsführer  (1939)
- Dienstauszeichnung (1939)
- Pionero en el Trabajo (1940)
- Orden de la Guerra (1942)
- Fritz Todt (1944)

### Conmemorativas
- Koburger (1932)
- Blutorden (1933)
- Congreso de Nuremberg de 1929 (1933)
- Insignia de la SA-Reunión de Braunschweig 1931 (1933)
- Potsdam Insignia del partido NAZI
- Antiguos Combatientes (1934)

## Ilustraciones

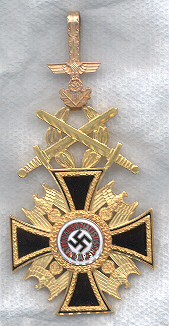
Orden Alemán
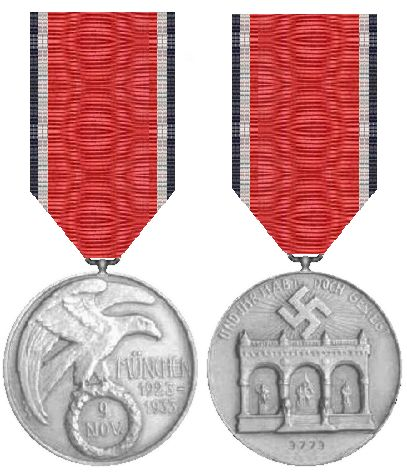
Blutorden
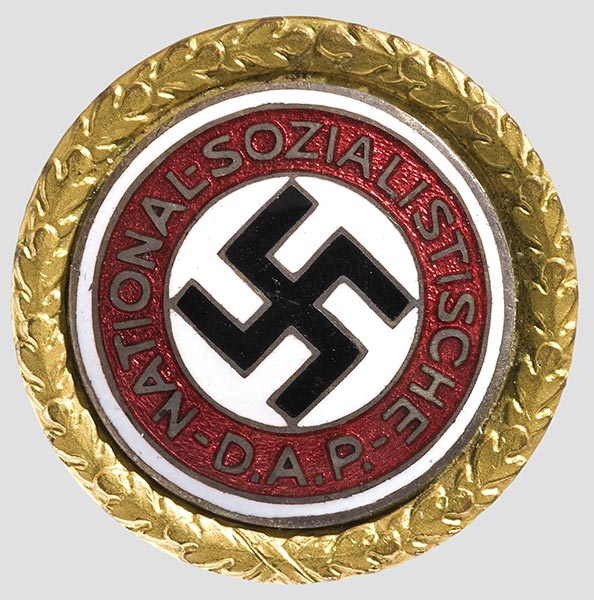
Placa Dorada